# Опробование снарядов
Опробование снарядов — это время, устанавливаемое правилами, для осмотра и подготовки спортивного снаряда, на котором предстоит выполнять упражнение в ходе соревнований.
Опробовать снаряды участникам разрешается для того, чтобы ознакомить их с местом соревнований, с расположением снарядов, с освещением, местом для судей.

## Спортивная гимнастика
Опробование снарядов в спортивной гимнастике проводится за день до начала соревнований. При этом сохраняется порядок прохождения, так как нет вызова участников и не выставляется оценка. Очерёдность выполнения упражнений при опробовании снаряда и соблюдение графика подхода к снарядам контролирует судья при участниках. При опробовании снаряда применяют все судейские сигналы, репетируют способы построения и передвижения спортсменов, которыми будут пользоваться в ходе соревнований.

## Прыжки на батуте
В прыжках на батуте опробование снарядов производится накануне или в день соревнований и заканчивается за 30 минут до начала выступления первой смены участников. Во время опробования снарядов судейские бригады проводят первое судейство.

## Прыжки на лыжах с трамплина
В прыжках на лыжах с трамплина опробование начинается за несколько дней до официального старта. При этом судьи называют только дальность прыжков, но не оценивают технику полёта спортсменов.